# 图林斯克区
图林斯克区（羅馬化：Turinskiy rayon）是俄罗斯斯维尔德洛夫斯克州的一个区，行政中心为图林斯克。该区2021年人口有24,835人；2010年人口28,274；2002年人口32,540；1989年人口40,749。